# هلومسر (بالا خيابان ليتكوة)
هلومسر (بالفارسية: هلومسر) هي قرية تقع في إيران في قسم بالا خیابان لیتکوة الريفي. يقدر عدد سكانها بـ 956 نسمة بحسب إحصاء 2016.